# 小山夏希
小山 夏希（こやま なつき、1990年7月13日 - ）は、日本のグラビアアイドル、タレント。ミスヤングチャンピオン2013ファイナリスト。

## 略歴
2013年7月、ミスヤングチャンピオン2013のファイナリスト、ファイナリストメンバーで結成されたヤンチャン学園のメンバーになる。
2014年5月、ヤンチャン学園 音楽部の1stシングルCD「コイハナビ」がJuliaHouseより発売。オリコンチャート最高順位は、デイリー2位（5月26日付）、ウイークリー22位（6月9日付）、インディーズウイークリー1位（6月9日付）。同年7月、『ヤンチャン学園』を卒業。その後は主に撮影会モデルとして活動。
2016年10月 - 2017年1月、サンスポアイドルリポーター SIR 6期候補生。
2017年11月、知り合いから紹介された一般企業に就職することを自身のブログで公表。以後は会社勤めをしながら、週末を中心にモデル・タレント活動をしていく意向を表明した。
2023年2月7日に行われたSOD×P.P.P・新宿FACE大会でリングアナウンサーデビュー。同大会では小山が「桃宮ナツキ」としてVチューバー活動を行うことも発表された。この時期には「NGなしグラドル」を自称している。

## 人物
- 好きな食べものはお餅や生クリーム等の白いもので、嫌いな食べ物はシイタケ[8]。
- 身体はやわらかいが、運動神経はあまり良くない[8]。
- 目指す女性のタイプは壇蜜で、好きなタイプはヘイポー（日本テレビ『ダウンタウンのガキの使いやあらへんで!』の演出家・斉藤敏豪）[9]。
- 2024年以降、趣味はオナニーと飲酒全般と公言[7]。

## 作品

### シングル
1. コイハナビ（2014年5月27日、JuliaHouse）[3] - ヤンチャン学園 音楽部

### イメージビデオ
1. ナツキス（2013年7月26日、竹書房）
2. なつきパイ（2015年7月31日、グラッソ）
3. なっChu💛（2015年12月25日、グラッソ）
4. 夏の思い出（2016年9月25日、エアーコントロール）
5. 平日OL週末グラドル（2020年12月18日、スパイスビジュアル）
6. 夏のときめき（2021年8月27日、メディアブランド）
7. KISS EX 小山夏希（2022年11月15日以降順次配信[10]、SODクリエイト[11]）

## 出演

### ライブ
- ヤンチャン学園 音楽部 お披露目ライブ（2013年）

### イベント
- STYLEBOX MEETING (SBM) 関東（2014年5月11日）[12]  - MCアシスタント

### 舞台
- アリスインプロジェクト「陰陽よろず屋 開業中！[13]」（2016年2月24日 - 28日、築地本願寺ブディストホール） - 星組 藤原永遠 役
- 居酒屋夢の郷 殺人事件 2017春～阿藤 快は死なず～（2017年3月18日 - 26日、活鮮旬菜　夢の郷）
- 劇団空感演人 「LIFE」（2017年4月19日 - 24日、両国・エアースタジオ） - C班 美希 役
- Air studioプロデュース「GO,JET!GO!GO! Vol.2 -浮気なJETのパレットキャット-」（2017年5月10日 - 15日、東日本橋Aqua studio）- Bチーム あかね 役
- 劇団空感演人 「THE WORLD'S END ～遠くて近い場所～」（2017年8月31日 - 9月4日、両国・エアースタジオ） - A班 石田夏実 役
- Air studioプロデュース「GO,JET!GO!GO! Vol.3 -Mr.Moooon Light-」（2017年10月25日 - 26日、東日本橋Aqua studio）- Bチーム あかね 役
- 劇団空感演人「スキスキスナック５ -スナックへ飲みに行こう-」（2018年6月28日 - 7月2日、東日本橋A-Garage） - Bチーム 久美 役
- 劇団空感演人「サヨナラダケガジンセイダ」 （2018年9月5日 - 10日、両国・エアースタジオ）- A班 田部あつみ 役
- 劇団空感演人「0号 -空感演人Ver.-」（2018年10月25日 - 11月5日、両国・エアースタジオ）- C班 みち子（マキダ監督の孫娘） 役
- 劇団空感演人「スキスキスナック6 -スナックへ飲みに行こう-」（2019年7月17日 - 22日、東日本橋A-Garage） - Bチーム 久美 役
- LADY GO! Project 「桃まつり -Princess Party2019-」（2019年9月12日 - 16日、東日本橋A-Garage）- Bチーム
- Y2M企画「ビバ！ プロレスマニア」（2020年3月7日 - 8日、東日本橋A-Garage） - ゲスト出演
- LADY GO! Project 朗読劇「魔法少女」（2020年9月3日 - 7日、東日本橋A-Garage）- Aチーム主演 もも 役
- Y2M企画「プロレスマニア2 -力也、もういいから！-」（2021年8月26日 - 30日、東日本橋A-Garage）- A班 小賀坂奈央 役
- ZERO BEAT.イベント公演　MIX JAM2 歴史編「神回…」（2021年10月5日 - 17日、高田馬場ラビネスト）
- LADY GO! Project 「魔法少女」（2022年3月24日 - 28日、東日本橋A-Garage）- Bチーム主演 もも 役
- Y2M企画「プロレスマニア3 -私､プロレスラーになりたい！-」（2022年9月7日 - 11日、東日本橋A-Garage）- B班 黒木ラム 役

### 雑誌
- カスタムCAR（芸文社）
- VIPCAR（芸文社）
- CD&DLでーた別冊 GIRLS-PEDIA Vol.2（2013年、エンターブレイン）
- Bejean 2013年10月号（ジーオーティー）
- eS4 No.50（2014年、芸文社）
- 月刊ヤングチャンピオン烈 2014年5号（2014年4月15日、秋田書店） - 髙橋蘭、大月あくあと共に巻中グラビア掲載[14]
- グラドル・ザ・ベストDX VOL.3（2021年8月31日、マイウェイムック） - グラビア掲載

### WEB番組
- マイスマ全部のせ★（2013年 - 2014年3月、マイスマTV） - レギュラーアシスタント
- 土曜の夜は尻上がり!「ピーチゃんねる」（AbemaTV） - 知りたガールズ
- 柴田地球防衛隊〜地球を守るのは僕らだ〜（2016年 - 2017年、AbemaTV）

### 動画配信
- 【おうえん動画】ミスYC2013　小山夏希 - YouTube
- 【おつかれ動画】ミスYC2013　小山夏希 - YouTube
- ヤンチャン学園 5cm - YouTube
- ヤンチャン学園 SUMMER REASON - YouTube
- ヤンチャンネルから・・・髙橋蘭・小山夏希・八尋莉那★11月29日放送後記(#mysmatv) - YouTube
- ヤンチャン学園動画コメント - YouTube
- マイスマ全部のせ★ゲスト：白川未奈10月29日放送後記：佐藤さくら・小山夏希(#mysmatv) - YouTube
- マイスマ全部のせ★ゲスト：椎名えるな11月5日放送後記：佐藤さくら・小山夏希(#mysmatv) - YouTube
- マイスマ全部のせ★ゲスト：土岐麻梨子11月12日放送後記：佐藤さくら・小山夏希(#mysmatv) - YouTube
- マイスマ全部のせ★ゲスト：葉加瀬マイ11月19日放送後記：佐藤さくら・小山夏希(#mysmatv) - YouTube
- マイスマ全部のせ★ゲスト：喜屋武ちあき11月26日放送後記：佐藤さくら・小山夏希(#mysmatv) - YouTube
- マイスマ全部のせ★ゲスト：浜田由梨12月3日放送後記：佐藤さくら・小山夏希(#mysmatv) - YouTube
- マイスマ全部のせ★ゲスト：秦瑞穂(@MizuhoHata)12月10日放送後記：佐藤さくら・小山夏希(#mysmatv) - YouTube
- マイスマ全部のせ★ゲスト：永井里菜(@rinaty_xxx)12月17日放送後記：佐藤さくら・小山夏希(#mysmatv) - YouTube
- マイスマ全部のせ★ゲスト：山咲まりな(@MarinaYamasaki)12月24日佐藤さくら・小山夏希(#mysmatv) - YouTube
- マイスマ全部のせ★ゲスト：葉月ゆめ：2014年1発目☆1月7日佐藤さくら・小山夏希 - YouTube
- マイスマ全部のせ★ゲスト：真奈(@manatmnt)1月14日佐藤さくら・小山夏希(#mysmatv) - YouTube
- マイスマ全部のせ★ゲスト：桜野みお(@mio0046)1月21日佐藤さくら・小山夏希(#mysmatv) - YouTube
- マイスマ全部のせ★ゲスト：萌奈美(@monamonamonami)2月4日佐藤さくら・小山夏希(#mysmatv) - YouTube
- マイスマ全部のせ★ゲスト：木嶋のりこ(@norikokijima)2月11日佐藤さくら・小山夏希(#mysmatv) - YouTube
- マイスマ全部のせ★最終回SP3月4日佐藤さくら・小山夏希(#mysmatv) - YouTube